# Viz.
Viz. (або Viz без крапки) — скорочення лат. videlicet, що, в свою чергу, є скороченням латинської фрази «videre licet», що означає «дозволено бачити». Вживається як синонім «а саме», «тобто», «що є», або «наступним чином». Зазвичай він використовується для введення прикладів або подальших деталей для ілюстрації суті. Наприклад: «усі типи даних, viz. текст, аудіо, відео, картинки, графіки, можуть передаватися через мережу».